# Cariz Point
Der Cariz Point (englisch; in Chile Cabo Cariz, in Argentinien Cabo Agrelo; chinesisch 风华 角 Fenghuang Jiao, deutsch ‚Herrliche Landspitze‘) ist eine Landspitze an der Nordwestküste von Nelson Island im Archipel der Südlichen Shetlandinseln. Sie markiert die westlichen Begrenzung der Einfahrt von der Drakestraße in die Fildes Strait.
Chilenische Wissenschaftler benannten sie nach Heriberto Cariz Cárcamo, einem Besatzungsmitglied der Yelcho bei der Rettung der auf Elephant Island gestrandeten Männer der Endurance-Expedition (1914–1917) unter der Leitung des britischen Polarforschers Ernest Shackleton. Entdeckt hatten die Landspitze argentinische Wissenschaftler während einer von 1972 bis 1973 durchgeführten Expedition. In Argentinien ist sie seit 1978 nach dem argentinischen Rechtsanwalt und Journalisten Pedro Agrelo (1776–1846), einem Aktivisten der Unabhängigkeit Argentiniens.